# Paul Horn-Arena

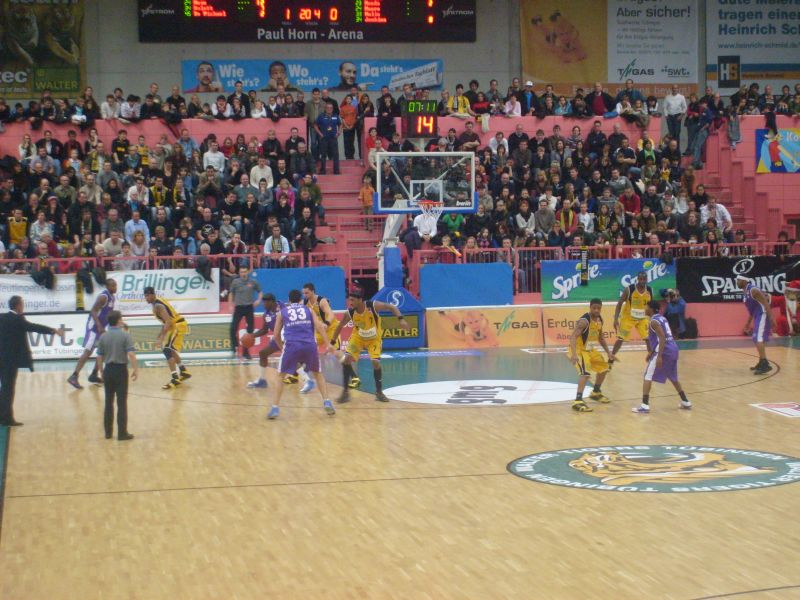
BBL-Spiel der Walter Tigers Tübingen gegen die BG 74 Göttingen in der Paul Horn-Arena

Die Paul-Horn-Arena (offizielle Schreibweise: Paul Horn - Arena, bis zum 29. September 2007 TüArena oder Europahalle genannt) ist eine Multifunktionshalle in der baden-württembergischen Universitätsstadt Tübingen, die für Leistungs-, Breiten- und Schulsport genutzt wird. Sie bietet 3132 Zuschauern Platz.

## Geschichte
Die Drei-Felder-Halle wurde im Jahr 2004 unter der Bauherrschaft der Stadt Tübingen errichtet. Nach Angaben der Stadt beliefen sich die Baukosten auf rund 8,9 Mio. Euro, Architekten sind Allmann Sattler Wappner aus München.
Ursprünglich war geplant, dass die Stadt Tübingen drei Mio. Euro zahlt, das Land Baden-Württemberg drei Mio. und ein Förderkreis durch Spenden und verschiedene Aktionen weitere drei Mio. einbringt. Letztlich konnte der Förderkreis jedoch nicht mehr als 100.000 Euro erwirtschaften. Die Stadt Tübingen musste den Rest tragen, was zu einer Lücke im Haushalt führte. Verschiedene andere Projekte wie die Renovierung verschiedener Sportplätze konnten nicht durchgeführt werden.
Neben der eigentlichen Halle befindet sich auf dem Gelände eine Outdoor-Kletterwand, ein Skateboard-Park sowie mehrere Streetballfelder. An der Südwestfassade befinden sich Solarmodule, die mit einer möglichen Spitzenleistung von 40 kW bis zu 30.000 kWh umweltfreundlichen Strom pro Jahr erzeugen können. Ebenfalls energiesparend sind Tageslichtöffnungen im Dachbereich.
2005 erhielt die Halle den Stiftungspreis der Stiftung Lebendige Stadt, die jährlich innovative Stadtprojekte, wie besonders herausragende Kultur- und Stadtmarketing-Events, gelungene Stadtinszenierungen sowie denkmalpflegerische und touristische Vorhaben prämiert. Als Begründung nannte die Jury die unverwechselbare Architektur, die sportliche und funktionale Vielfalt sowie die innovative Bauweise der Halle.
Seit dem 29. September 2007 trägt die frühere TüArena den Sponsorennamen „Paul Horn-Arena“. Der Namensgeber ist das Tübinger Werkzeugunternehmen Paul Horn.
In der Saison 2016/17 trugen mit dem damaligen Basketball-Bundesligisten Tigers Tübingen, dem Volleyball-Bundesligisten TV Rottenburg und dem Frauen-Handball-Bundesligisten TuS Metzingen (einige Spiele der Handball-Bundesliga sowie alle Spiele im EHF-Pokal) drei Leistungssportmannschaften ihre Heimspiele in der Arena aus. Auch der TV 1893 Neuhausen trug in der HBL-Saison 2012/13 seine Heimspiele hier aus, da seine Heimhalle, die Hofbühlhalle, nicht den Anforderungen der Bundesliga entsprach.
Ab Januar 2021 diente die Halle als COVID-19-Impfzentrum, bis sie am 23. Juni 2021 in Folge eines Unwetters überflutet wurde. Nach Renovierungsarbeiten konnte die Halle ab Dezember 2021 wieder von den Tigers genutzt werden. Der komplette Sportboden musste ersetzt werden. Des Weiteren mussten die Umkleiden samt Sanitärräumen, der Technikbereich und Elektroinstallationen renoviert oder erneuert werden. Die Kosten beliefen sich auf 800.000 Euro, die durch eine Gebäudeversicherung abgedeckt waren.